# Splinter
Splinter és el setè disc d'estudi de la banda californiana de punk rock The Offspring. Fou publicat el 9 de desembre de 2003 per Columbia Records amb la producció de Brendan O'Brien i de la mateixa banda. Fou el primer treball sense el bateria Ron Welty i també el primer a tenir l'etiqueta Parental Advisory en la portada malgrat que tots els àlbums anteriors ja contenien blasfèmies i obscenitats.

## Informació
Després de dos anys gira per promocionar l'àlbum Conspiracy of One, la banda va començar a treballar en noves cançons a finals de 2002. Les sessions d'enregistrament es van realitzar durant la primera meitat d'any de 2003. Com que no volien substituir a Ron Welty de forma immediata, van comptar el músic Josh Freese per tocar la bateria durant aquestes sessions mentre buscaven un nou substitut.
En l'April Fools' Day de 2003, la banda va anunciar que el nou àlbum es titularia Chinese Democrazy, en clara referència a l'àlbum homònim que havia de publicar Guns N' Roses però que contínuament era posposat. Posteriorment van anunciar el títol oficial de l'àlbum, que prové de la lletra de la cançó «Long Way Home», inclosa en l'àlbum.
Com els darrers treballs de la banda, aquest àlbum va rebre una valoració molt variada per la crítica musical. Alguns mitjans van destacar el retorn a les arrels punk citant a «The Noose» i «Da Hui», i altres van elogiar les cançons més comercials «Hit That» i «Spare Me the Details». També van rebre crítiques perquè algunes cançons eren totalment prescindibles com «The Worst Hangover Ever» i «When You're in Prison». Una altra crítica fou la curta durada de l'àlbum, ja que amb prou feines arriba a la mitja hora. En conclusió, un treball poc satisfactori en general però destacant la millora en algunes lletres respecte treballs anteriors.

## Llista de cançons
Totes les cançons foren escrites i compostes per Dexter Holland. 
| Núm.          | Títol                            | Durada |
| ------------- | -------------------------------- | ------ |
| 1.            | «Neocon»                         | 1:06   |
| 2.            | «The Noose»                      | 3:18   |
| 3.            | «Long Way Home»                  | 2:23   |
| 4.            | «Hit That»                       | 2:49   |
| 5.            | «Race Against Myself»            | 3:32   |
| 6.            | «(Can't Get My) Head Around You» | 2:14   |
| 7.            | «The Worst Hangover Ever»        | 2:58   |
| 8.            | «Never Gonna Find Me»            | 2:39   |
| 9.            | «Lightning Rod»                  | 3:20   |
| 10.           | «Spare Me the Details»           | 3:24   |
| 11.           | «Da Hui»                         | 1:42   |
| 12.           | «When You're in Prison»          | 2:35   |
| Durada total: | Durada total:                    | 32:00  |

### VersióEnhanced
La part enhanced del CD conté el següent material:
- Videoclip de Da Hui
- Videoclip de Da Hui (amb comentaris d'àudio)
- Demo Studio Tour
- 4 fons d'escritori
- 2 cançons MP3:

| 13.           | «The Kids Aren't Alright» (Island Style) | 5:08  |
| 14.           | «When You're in Prison» (Instrumental)   | 2:34  |
| Durada total: | Durada total:                            | 39:42 |

## Posicions en llista
| Llista       | Posició | Certificació | Vendes  |
| ------------ | ------- | ------------ | ------- |
| Austràlia    | 12      | 1x Platí     | 70.000  |
| Canadà       |         | 1x Or        | 50.000  |
| Estats Units | 30      | 1x Or        | 500.000 |
| França       | 19      | 1x Or        |         |
| Japó         | 8       | 1x Or        | 100.000 |
| Regne Unit   | 27      | 1x Plata     | 60.000  |

## Personal

### The Offspring
- Dexter Holland – cantant, guitarra rítmica
- Noodles – guitarra principal, veus addicionals
- Greg K. – baix, veus addicionals

### Músics addicionals
- Josh Freese – bateria
- Ronnie King – teclats a "Hit That"
- Jim Lindberg – veus addicionals
- Jack Grisham – veus addicionals
- Chris "X-13" Higgins – veus addicionals
- Mark Moreno – DJ a "The Worst Hangover Ever"
- Phil Jordan – trompeta a "The Worst Hangover Ever"
- Jason Powell – saxòfon a "The Worst Hangover Ever"
- Erich Marbach – trombó a "The Worst Hangover Ever"
- Brendan O'Brien – piano a "Spare Me the Details"
- Lauren Kinkade – veus addicionals a "When You're in Prison"
- Natalie Leggett, Mario De Leon, Eve Butler, Denyse Buffum, Matt Funes – violins a "When You're in Prison"
- Larry Corbett – violoncel a "When You're in Prison"
- Gayle Levant – arpa a "When You're in Prison"